# 拉茲杜納 (阿拉斯加州)
拉茲杜納（英語：Razdolna）是位於美國阿拉斯加州基奈半島自治市鎮的一個非建制地區。該地的面積和人口皆未知。

## 地理
拉茲杜納的座標為59°48′03″N 151°05′02″W / 59.80083°N 151.08389°W，而該地的平均海拔高度為9米（即30英尺）。